# Mapleton (Dakota del Nord)
Mapleton è un centro abitato (city) degli Stati Uniti d'America, situato nella Contea di Cass nello Stato del Dakota del Nord. Nel censimento del 2000 la popolazione era di 606 abitanti. La città è stata fondata nel 1875.

## Geografia fisica
Secondo i rilevamenti dell'United States Census Bureau, la località di Mapleton si estende su una superficie di 10,40 km², tutti occupati da terre.

## Popolazione
Secondo il censimento del 2000, a Mapleton vivevano 606 persone, ed erano presenti 160 gruppi familiari. La densità di popolazione era di 58,5 ab./km². Nel territorio comunale si trovavano 193 unità edificate. Per quanto riguarda la composizione etnica degli abitanti, il 98,18% era bianco e lo 0,17% era afroamericano. L'1,49% apparteneva ad altre razze e lo 0,17% apparteneva a due o più razze. La popolazione di ogni razza ispanica corrispondeva all'1,98% degli abitanti.
Per quanto riguarda la suddivisione della popolazione in fasce d'età, il 35,8% era al di sotto dei 18, l'8,7% fra i 18 e i 24, il 35,0% fra i 25 e i 44, il 17,8% fra i 45 e i 64, mentre infine il 2,6% era al di sopra dei 65 anni di età. L'età media della popolazione era di 29 anni. Per ogni 100 donne residenti vivevano 102,0 maschi.